# Helophilus contractus
Helophilus contractus là một loài ruồi trong họ Ruồi giả ong (Syrphidae). Loài này được Claussen & Torp Pedersen mô tả khoa học đầu tiên năm 1980. Helophilus contractus phân bố ở vùng Cổ Bắc giới